# Acrotriche cordata
Acrotriche cordata là một loài thực vật có hoa trong họ Thạch nam. Loài này được (Labill.) R.Br. mô tả khoa học đầu tiên năm 1810.